# Gastrancistrus robinaecola
Gastrancistrus robinaecola är en stekelart som först beskrevs av William Harris Ashmead 1894.  Gastrancistrus robinaecola ingår i släktet Gastrancistrus och familjen puppglanssteklar. Inga underarter finns listade i Catalogue of Life.